# Watertoren (Almelo Spinnerij)
De Watertoren van Stoomspinnerij Twenthe is een watertoren op het terrein van Stoomspinnerij Twenthe in de Nederlandse stad Almelo. Deze toren diende voor de opslag van bluswater en is gebouwd in 1914. Bijna het gehele bedrijf is in 1914 herbouwd, na bijna geheel door brand te zijn verwoest. Deze brand kostte ook ongeveer 10 levens. Om dit in de toekomst te voorkomen is er in 1914 een voor die tijd hypermodern gebouw neergezet,onder meer met een sprinkler installatie, met watertoren om die installatie van water te voorzien.
Almelo
(Oude ·
Spinnerij ·
Sluiskade ·
Reggestraat) ·
Borne ·
Daarle ·
Delden ·
Deventer ·
Enschede
(Hoog & Droog ·
Janninktoren ·
Menkotoren) · 
Goor ·
Hengelo
(Oude ·
Stork, 1902 ·
Stork, 1917) ·
Kuinre ·
De Lichtmis · 
Lutten ·
Nijverdal
(Oude ·
Nieuwe) ·
Oldenzaal ·
Olst ·
Ootmarsum ·
Raalte · 
Sint Jansklooster ·
Steenwijk ·
Steenwijkerwold ·
Vriezenveen · 
Zwolle